# Kastrup Sogn (Tårnby Kommune)
 For alternative betydninger, se Kastrup Sogn. (Se også artikler, som begynder med Kastrup Sogn)
Kastrup Sogn er et sogn i Amagerland Provsti (Københavns Stift). Sognet ligger i Tårnby Kommune; indtil Kommunalreformen i 1970 lå det i Sokkelund Herred (Københavns Amt). I Kastrup Sogn ligger Kastrup Kirke.
I Kastrup Sogn findes flg. autoriserede stednavne:
- Kastrup (bebyggelse, ejerlav)
- Lufthavnen (station)
- Peberholm (areal)
- Saltholm (areal, bebyggelse, ejerlav)
- Svaneklapperne (areal)

Kastrup Sogn blev udskilt af Tårnby Sogn d. 1. januar 1918.